# Нкагула
Нкагу́ла (англ. Nkagula) — вища традиційна громада у складі дистрикту Зомба Південного регіону Малаві.
Населення — 51548 осіб (2018).